# Винокур, Семён Матвеевич
Семён Матвеевич Винокур (1 февраля 1957, Белгород).
— советский и израильский сценарист, кинорежиссёр и продюсер более восьмидесяти документальных и художественных фильмов. Работал на Ленфильме, Мосфильме. Лауреат премий и наград международных кинофестивалей. В 1999 году награждён призом Израильской киноакадемии.
В 1999 году получил первый приз Израильской Академии Кино. 2006 год — Серебряная статуэтка Рэми на 39-м ежегодном фестивале кино в Хьюстоне, а также призы на фестивалях документальных фильмов в Москве, в Карловых Варах, Нью-Йорке и Шанхае.

## Биография
Семён Винокур родился 1 февраля 1957 года в городе Белгород.
Его родители приехали по сталинскому распределению после окончания Московского энергетического института в Белгород. Отец, Винокур Матвей Львович — замдиректора Белгородского завода «Энергомаш». Мать, Винокур Роза Семёновна — начальник отдела нормативов завода.
Семён окончил белгородскую среднюю школу № 3. По окончании школы поступил в Белгородский технологический институт строительных материалов (БТИСМ) по специальности «станки и инструменты» — инженер-технолог. По окончании распределился на Ижорский завод. Работал мастером цеха, начальником бюро, начальником ПРБ — планово-расчётного бюро, старшим диспетчером.
Параллельно заканчивал трёхгодичные сценарные курсы при Ленфильме.
С 1979—1981 годы служил в Советской Армии.
В 1986 году поступил на Высшие сценарно-режиссёрские курсы, в Москве при Госкино и Союзе кинематографистов СССР.
С 8 июля 1990 года живёт в Израиле.

## Творчество

### Сценарист
- 1988 — Крик о помощи
- 1989 — Толкование сновидений
- 1990 — Сэнит зон
- 1990 — Здравия желаю! или Бешеный дембель
- 1994 — Кофе с лимоном
- 1999 — Друзья Яны
- 1999 — Иудейская вендетта
- 2005 — Свобода воли

### Режиссёр
- 1998 — Встретимся
- 2002 — Йони
- 2003 — Калик, чёрно-белый и цветной (о реж. Михаиле Калике)
- 2004 — Януш Корчак
- 2005 — Сан-Францисские горки
- 2009 — Дорога к себе

### Литературное творчество
- 2010 — Кинороман «Каббалист»
- 2017 — Битва Авраама. Роман-притча
- 2010 — М. Лайтман, С. Винокур, Тайные притчи Библии. От Сотворения до Авраама.